# Opération d'intérêt national Paris-Saclay
L'Opération d'intérêt national Paris-Saclay est un projet d'opération d'intérêt national (OIN) dont le territoire s'étend sur 28 communes dans le sud-ouest de l'Île-de-France. 
De 2005 à 2014, l'OIN Massy - Palaiseau - Saclay - Versailles - Saint-Quentin-en-Yvelines couvrait 49 communes du sud de l'Île-de-France et avait débouché sur la création d'un établissement public, l'établissement public Paris-Saclay.
En 2014, l'établissement public Paris-Saclay devient l'EPA Paris-Saclay et son périmètre de l'opération d'intérêt national est passe de 49 à 28 communes du sud-ouest de l'Île-de-France par la loi no 2014-38 du 27 janvier 2014 - art. 25 de modernisation de l'action publique territoriale et d'affirmation des métropoles.
Il vise à réaliser le projet d’aménagement Paris-Saclay, qui consiste en la création d'un cluster scientifique et technologique devant susciter la croissance économique dans les prochaines décennies.

## La mission de préfiguration

### Les objectifs de la mission
Depuis 2005, le préfet de région Île-de-France, Bertrand Landrieu, a remis au premier ministre deux rapports sur les perspectives de développement d’aménagement et de gouvernance du territoire de Massy-Palaiseau - Saclay - Versailles - Saint-Quentin-en-Yvelines.
Le comité interministériel d'aménagement et de compétitivité des territoires (CIACT) du 6 mars 2006 a acté la mise en place d'une opération d'intérêt national (OIN). Une mission de préfiguration de l’OIN a ainsi été mise en place depuis l’été 2006 sous la direction de Jean-Pierre Dufay.

La Mission de préfiguration de l’OIN œuvre dans trois directions principales :
- La constitution d’un outil de gouvernance du territoire, cet outil prendra la forme dans un premier temps d’un groupement d’intérêt public (GIP), fédérant l’ensemble des acteurs du territoire : l’État, les collectivités territoriales, le monde économique, scientifique et associatif,
- la définition à trois ans d’un projet de territoire cohérent, à l'échelle du territoire et partagé,
- afin de construire ensemble un parti d’aménagement, la Mission, avec l’appui de la direction régionale de l'Équipement de l'Île-de-France, lance un concours international d’idées « Urbanisme et développement durable ». Ce concours doit participer à l’émergence d’un projet d’aménagement innovant pour permettre notamment l’accueil de nouveaux emplois et habitations sur le territoire. Les lauréats seront primés par thème. Le projet d’aménagement ne sera donc pas établi immédiatement à l’issue du concours mais à l’issue d’une démarche concertée qui se déroulera ultérieurement avec les acteurs locaux sur les différents pôles.
- Ces secteurs, qui restent à définir précisément avec les acteurs locaux, sont susceptibles de muter à court terme. La mission se propose d’intervenir dans ce cadre comme ensemblier afin de proposer des options d’aménagement cohérentes avec la vocation scientifique mondiale du territoire.

L’ensemble de ces démarches est réalisé dans le cadre d’une concertation permanente.

### Les membres de la mission de préfiguration
- Jean-Pierre Dufay
- Marylin Huteau
- David Bérinque
- Jacques Stevenin
- Anca Duguet
- Patrick Poncet
- Blanche Simon
- Thomas Duhamel

## La démarche de concertation
La démarche de concertation organisée par la mission de préfiguration est fondamentale avant mais aussi pendant la mise en œuvre du projet; elle répond à trois objectifs :
- fédérer les multiples acteurs de la gouvernance sur le grand territoire,
- permettre de construire, tous ensemble, le projet de développement à l’issue du concours d’idées,
- susciter un débat soutenu, permettant l’émergence de propositions originales et pertinentes.

Deux experts indépendants, Jacques Glowinski, professeur honoraire au Collège de France, et  Lucien Chabason, expert auprès des Nations unies, ont été désignés par courrier du Premier Ministre en date du 19 septembre 2006 pour être les garants de cette concertation, avec pour mission de :
- garantir le bon déroulement de la concertation préparée par la Mission de préfiguration avec l’ensemble des acteurs,
- aboutir à une transparence des débats et de l’information auprès des acteurs concernés : institutionnels, scientifiques, économiques, associatifs, grand public.

## Le concours international d'idées «urbanisme et développement durable»
L’État, en lien étroit avec les collectivités territoriales et l’ensemble des acteurs socio-économiques, travaille à la définition d’un projet d’aménagement qui allie développement économique, développement résidentiel, services et qualité de l’environnement dans une stratégie de développement durable. Le concours international s’inscrit dans le cadre de ce travail partenarial. Il servira de support à la concertation, afin d’aboutir à un projet de développement véritablement partagé.
Ce concours international, lancé à l’initiative d’un comité de pilotage regroupant tous les grands décideurs politiques, a été jugé par un jury présidé par Jean-Martin Folz, qui s'est réuni les 12 et 13 octobre 2007.

## Le périmètre de l'opération

### Le nouveau périmètre du nouvel OIN
En 2014, l'Établissement public Paris-Saclay devient l'Établissement public d'aménagement Paris-Saclay. Ainsi, le périmètre de l’établissement public d'aménagement est modifié par la loi no 2014-38 du 27 janvier 2014 - Art. 25 de modernisation de l'action publique territoriale et d'affirmation des métropoles. 
Le nouveau périmètre s'étend sur deux départements, trois communautés d’agglomération (Communauté Paris-Saclay, Versailles Grand Parc, Saint-Quentin-en-Yvelines) et 27 communes :
En Essonne (91) : 
- Bièvres,
- Bures-sur-Yvette,
- Champlan,
- Chilly-Mazarin,
- Gif-sur-Yvette,
- Massy,
- Orsay,
- Palaiseau,
- Saclay,
- Saint-Aubin,
- Les Ulis,
- Vauhallan,
- Verrières-le-Buisson,
- Villebon-sur-Yvette,
- Villiers-le-Bâcle,
- Villejust,
- Wissous.

Dans les Yvelines (78) : 
- Buc,
- Châteaufort,
- Élancourt,
- Guyancourt,
- Jouy-en-Josas,
- Les-Loges-en-Josas,
- Magny-les-Hameaux,
- Montigny-le-Bretonneux,
- Toussus-le-Noble,
- Trappes,
- La Verrière,
- Versailles.

Il regroupe ainsi des pôles d'activité économique majeurs tels que les parcs d'activités de Vélizy-Villacoublay, Saint-Quentin-en-Yvelines, Massy, et surtout le parc d'activités de Courtaboeuf, premier parc tertiaire d'Europe avec plus de mille entreprises.

### Le périmètre de l'ancien OIN Massy - Palaiseau - Saclay - Versailles - Saint-Quentin-en-Yvelines
De 2005 à 2014, le territoire de l'ancienne opération d'intérêt national Massy - Palaiseau - Saclay - Versailles - Saint-Quentin-en-Yvelines s'étendait sur deux départements - Essonne et Yvelines - et concernait 49 communes et trois établissements publics de coopération intercommunale (EPCI).

#### Vingt-sept communes du département de l'Essonne
- Ballainvilliers ;
- Bièvres ;
- Bures-sur-Yvette ;
- Champlan ;
- Chilly-Mazarin ;
- Épinay-sur-Orge ;
- Gif-sur-Yvette ;
- Gometz-le-Châtel ;
- Igny ;
- Les Ulis (décidé par le préfet de l'Essonne le 12 juillet 2011 et officialisé au 1er décembre 2013).
- Longjumeau ;
- Marcoussis ;
- Massy ;
- Morangis ;
- Nozay ;
- Orsay ;
- Palaiseau ;
- Saclay ;
- Saint-Aubin ;
- Saulx-les-Chartreux ;
- Vauhallan ;
- Verrières-le-Buisson ;
- Villebon-sur-Yvette ;
- La Ville-du-Bois ;
- Villejust ;
- Villiers-le-Bâcle;
- Wissous.

#### Dix-neuf communes du département desYvelines
- Bois d'Arcy ;
- Buc ;
- Châteaufort ;
- Élancourt ;
- Fontenay-le-Fleury ;
- Guyancourt ;
- Jouy-en-Josas ;
- Le Chesnay ;
- Les Loges-en-Josas ;
- Magny-les-Hameaux ;
- Montigny-le-Bretonneux ;
- Rocquencourt ;
- Saint-Cyr-l'École ;
- Toussus-le-Noble ;
- Trappes ;
- La Verrière ;
- Versailles ;
- Viroflay ;
- Voisins-le-Bretonneux.